# Varronia boliviana
Varronia boliviana là loài thực vật có hoa trong họ Mồ hôi. Loài này được (Gand.) Borhidi miêu tả khoa học đầu tiên năm 1988.